# لعبة إلكترونية محمولة

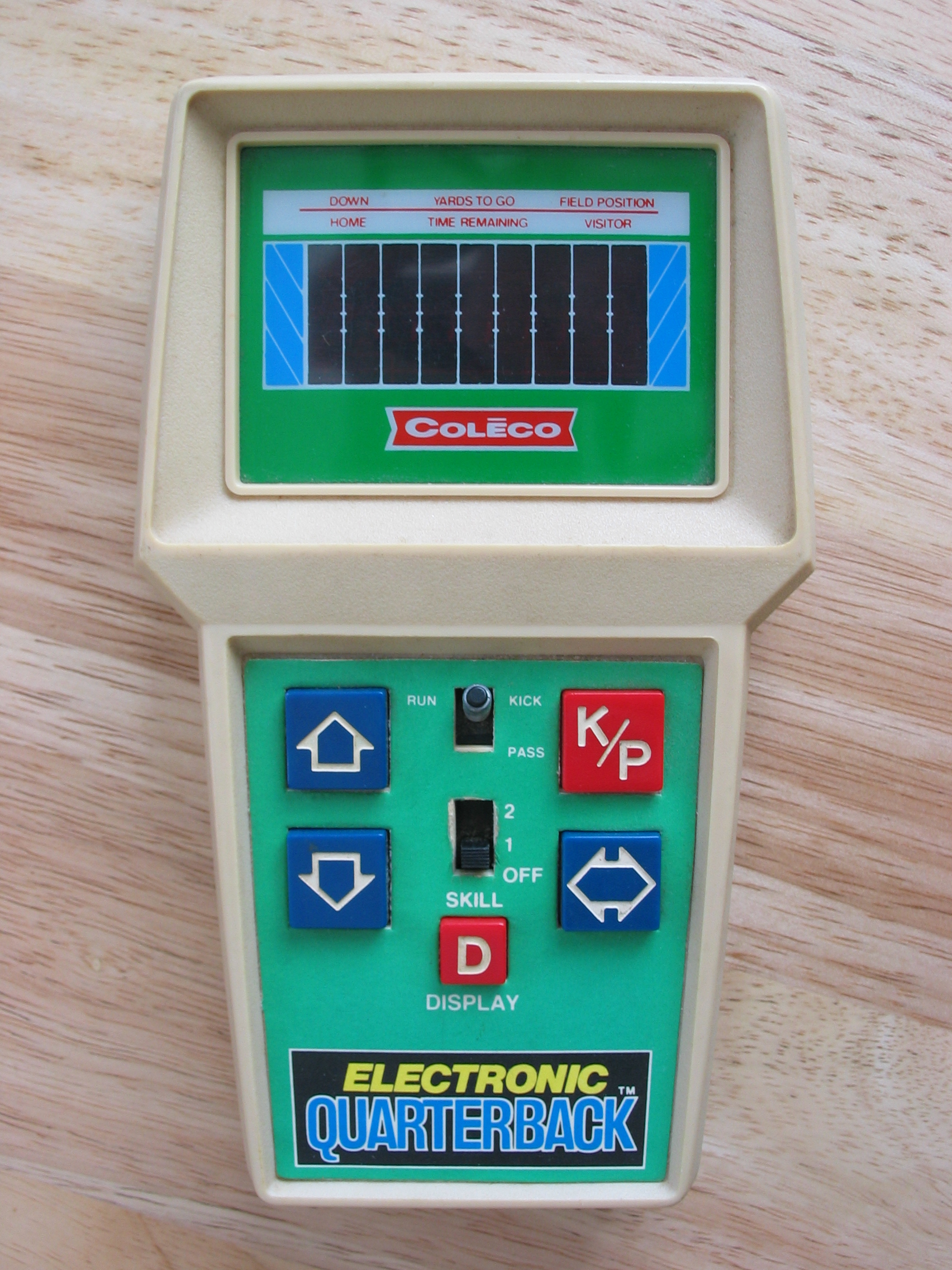
لاعب الوسط الإلكتروني من قبل كوليكو (1978)

اللعبة الإلكترونية المحمولة هي عبارة عن نظام ألعاب فيديو صغير ومحمول. عناصر التحكم والشاشة ومكبرات الصوت واللعبة نفسها مدمجة بالفعل في الجهاز ولا يمكن استبدالها، حيث لا توجد فتحة وحدة لوحدات اللعبة. يمكن اعتبار الألعاب الإكترونية المحمولة بمثابة مقدمة لوحدات التحكم المحمولة، على الرغم من أن بعض المصادر تساويها مع هذه الأجهزة.